# Terror e Miséria no Terceiro Reich
Terror e Miséria no Terceiro Reich é uma obra do dramaturgo e poeta alemão Bertolt Brecht. Foi escrita entre 1935 e 1938, fazendo uso de recortes de jornal, notícias recebidas da resistência – Brecht vivia então na Dinamarca –, rádio, ou qualquer forma que pudesse levar a informação além das fronteiras do Reich. É um panorama da sociedade alemã sob o domínio nazista. Uma coleção de instantâneos saída de casas operárias e cortes judiciais, de trabalhadores socialistas e comunidades judaicas, de campos de concentração e aulas da juventude hitlerista. Mais do que retratar uma década mergulhada em equívocos, Brecht nos força a enxergar a decadência de toda uma sociedade, sufocada pelo terror.

## Sinopse
Esta peça teatral composta de múltiplos quadros independentes, aparentemente desconexos, em que cada cena nos mostra uma faceta do regime, em que as personagens cumprem todo o seu papel numa aparição breve que contudo as não diminui nem lhes retira força, encontra a sua unidade no seu título.